# Antonio David (pittore)
Antonio David (Venezia, 1698? – 1750?) è stato un pittore italiano.

## Biografia
Incerte sono le dateː Antonio David nacque nel 1684 o nel 1698? e morì nel 1735 o nel 1750?
Figlio e seguace del pittore di Lugano Ludovico Antonio David e di Teodora Biasii, nacque a Venezia. Traccia della sua opera giovanile è in una incisione che rappresenta una Madonna con il cuore coronato e che deriva da un dipinto di Correggio. 

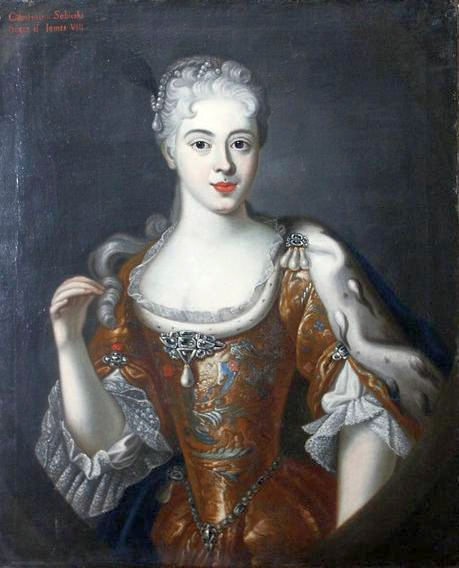
Antonio David, Maria Clementina Sobieska

Nel 1686 la famiglia David si trasferì a Roma, dove il padre era reclamato, per eseguire committenze alla corte pontificia. Egli fece disegni per ritratti a stampa di papi e di cardinali.
Sulle orme paterne, Antonio disegnò ritratti e dipinse ad olio la tela (ora nella collezione privata Torlonia, a Roma) con Clemente XI Albani, già attribuita a Carlo Maratti.
Nel 1722 Antonio David espose al Pantheon un ritratto del cardinale José Pereira de Lacerda e un ritratto di papa Innocenzo XIII, da cui furono tratte incisioni da parte del romano Girolamo Rossi, da A. Geyner e da J. Kenchel. David fu accolto nell'Accademia dei Virtuosi al Pantheon.

### Ritrattista degli Stuart
Antonio David divenne familiare della famiglia Stuart, in esilio in Italia, poi un pittore "ufficiale" degli Stuart. Di Maria Clementina Sobieska che, superato ogni ostacolo di natura politica, divenne moglie di Giacomo Francesco Edoardo Stuart, si conoscono due ritratti dipinti da David: uno ad olio, conservato al Lambeth Palace a Londra, e un altro poi inciso da Pierre-Imbert Drevet. Attribuiti a David sono anche cinque ritratti del principe Carlo Edoardo Stuart, conte d'Albany: uno inciso da Nicolas Etienne Edelinck e uno a disegno originale che è alla National Portrait Gallery di Londra; un altro, disegnato in replica del precedente, è alla Scottish National Portrait Gallery di Edimburgo, e infine due ritratti sono in collezioni private. Un ritratto del principe Giacomo Francesco Edoardo Stuart (1688-1766) è alla Royal Collection, a Londra.

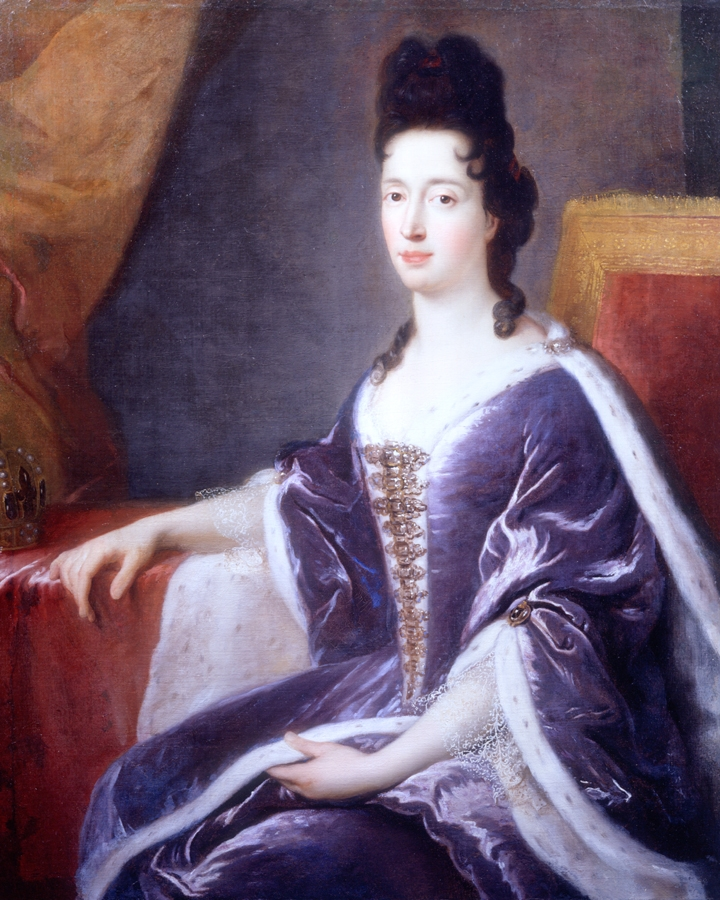
Maria Beatrice d'Este, di Antonio David

Di Enrico Benedetto Stuart, cardinale di York, sono noti tre ritratti di David, di cui due sono alla National Portrait Gallery di Londra e un altro è a Edimburgo, alla National Galleries of Scotland (1732), uno terzo infine è in una collezione privata scozzese. Con lui si estinse la discendenza reale degli Stuart.

### Ritratti di papi e di cardinali
Del 1729 è il suo ritratto del cardinale Francesco Scipione Maria Borghese, rimasto nella collezione privata Borghese. Intorno al 1730 la famiglia fiorentina Corsini gli commissionò due ritratti: Clemente XII, quando era ancora cardinale - ritratto che ora è nella collezione romana "Lemme" - e il ritratto del cardinale nipote Neri Maria Corsini, conservato all'Accademia dei Lincei, a Roma, e da cui fu tratta un'incisione.

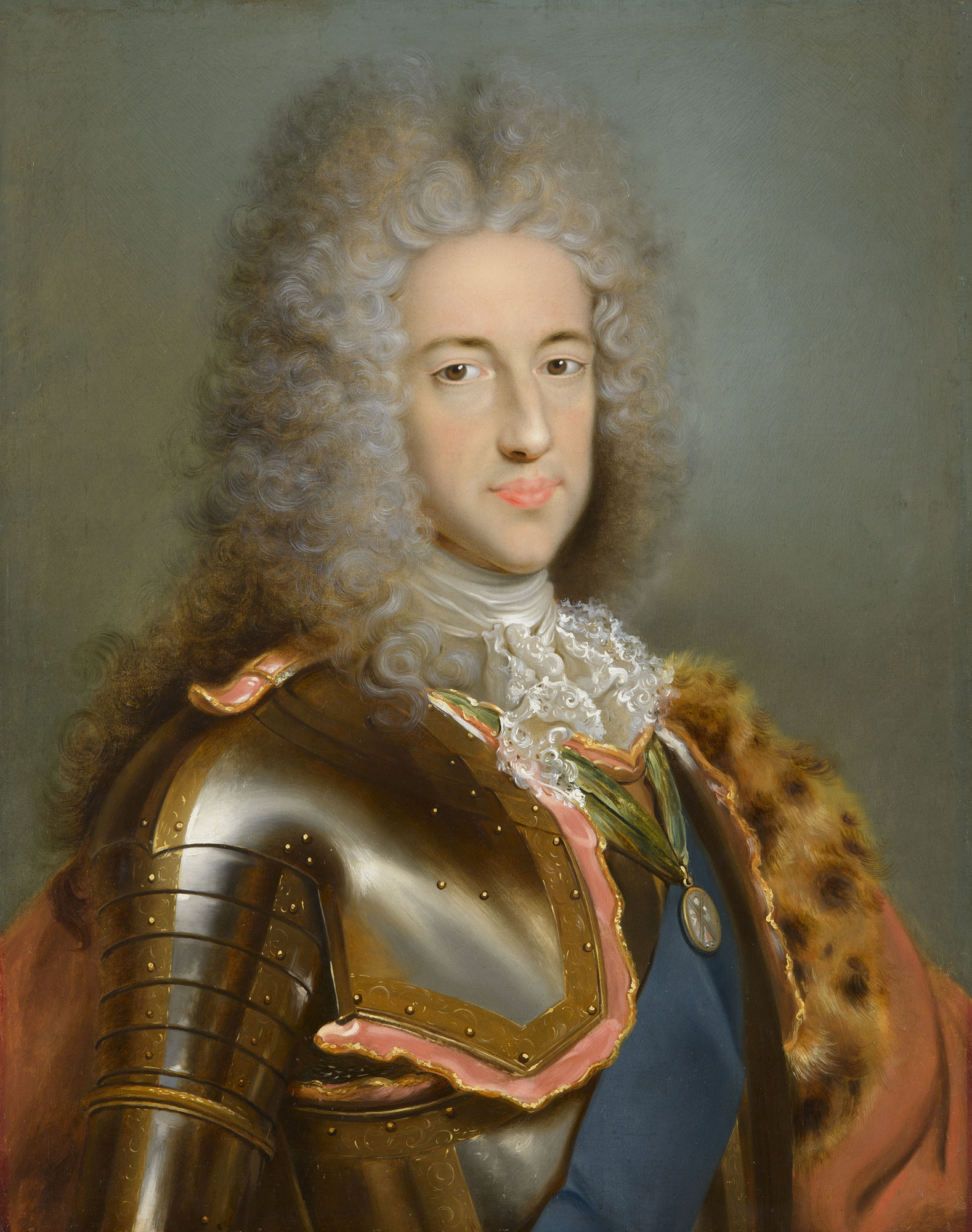
Antonio David, Ritratto di Giacomo Francesco Edoardo Stuart

### Pittore dei giacobiti
Egli eseguì anche ritratti di nobili appartenenti al giacobitismo, movimento politico che sosteneva la restaurazione degli Stuart al trono di Inghilterra e Scozia. Dipinse Lord Elchon - tela ora nella collezione del conte Wemyss a Gosford House, in Scozia - e due ritratti della collezione del conte di Ilchester, di cui uno rappresenta il Duca Archibald Hamilton e l'altro Lord Henry.
Nel 1735 c. David eseguì il ritratto a figura intera di William Perry, rappresentato vicino a ruderi antichi e davanti al Colosseo. A figura intera dipinse anche William Howard e un ignoto Gentiluomo con la corazza, ora al Museo nazionale di Varsavia. Un suo Ritratto di cardinale è al Museo nazionale di Stoccolma.

### Opere alla Galleria nazionale della Scozia
- Ritratto della Regina Clementina, 1720 (con Pierre-Imbert Drevet)
- Battesimo di Carlo Edoardo Stuart, 1725
- Ritratto di Carlo Edoardo Stuart, 1732
- Ritratto di Carlo Edoardo Stuart, 1734 - miniatura
- Incisioni tratte dai ritratti